# Карл Фердинанд Бурбон-Сицилийский
Карл Фердинанд Бурбон-Сицилийский, принц Капуи ((итал. Carlo Ferdinando, Principe di Borbone delle Due Sicilie, Principe di Capua), 10 ноября 1811, Палермо, Королевство Сицилия — 22 апреля 1862, Турин, Королевство Италия) — принц Королевства Обеих Сицилий, принц Капуи, сын короля Франциска I и Марии Изабеллы Испанской.

## Биография
Карл Фердинанд родился 10 ноября 1811 года в Палермо, став вторым сыном наследного принца Сицилийского и Неаполитанского Франциска и его супруги Марии Изабеллы Испанской, дочери короля Испании Карла IV и Марии Луизы Пармской. Имел старшего брата Фердинанда, будущего короля, и сестер: единокровную Марию Каролину от первого брака отца с Марией Клементиной Австрийской и родных, Луизу и Марию Кристину. Всего в семье родилось 12 детей, среди которых — Тереза Кристина, императрица Бразилии.
Принц считался любимцем в семье, родители в нём души не чаяли. Это сказывалось на отношениях со старшим братом, который всю жизнь испытывал неприязнь к младшему. При рождении дед Карла Фердинанда, король Фердинанд I пожаловал ему титул принца Капуи.
В 1825 году его отец взошел на сицилийский престол, а в 1830 году умер. В 19 лет принц Капуи стал вице-адмиралом. В марте-июне 1829 года неаполитанское правительство выдвигало кандидатуру принца на греческий престол. В 1831 году Карл Фердинанд был также претендентом на бельгийскую корону. Однако, ни ту ни другую он так и не получил. В молодости Карл Фердинанд отличался плохим поведением, любил женщин и выпивку. До 1836 года он считался наследником трона из-за того, что у его старшего брата не было детей.
Зимой 1835 года он влюбился в простолюдинку Пенелопу Смит, уроженку Ирландии, которая тогда жила в Неаполе. Фердинанд II запретил этот союз из-за его морганатичности. 12 января 1836 года они сбежали из страны. Король лишил брата королевского содержания, объявил его отъезд незаконным, пытался предотвратить возможный брак.12 марта 1836 года король издал указ, который хотел ввести ещё его отец о том, что члены королевской семьи, независимо от их возраста, должны получать согласие на брак от короля. Браки, не получившие согласия, считались недействительными.
Вопреки воле брата, Карл Фердинанд женился на Пенелопе Смит 5 апреля 1836 года в Гретна-Грин, Шотландия. Эта деревня была популярным местом для женитьбы, где разрешалось без согласия родителей вступать брак. Для заключения союза достаточно было присутствие свидетеля. Так поступили и Карл Фердинанд с Пенелопой.
Позже принц Капуи подал требование на имя архиепископа Кентерберийского, что бы заключить официальный брак с Пенелопой в церкви Святого Георгия в Лондоне. Чрезвычайный представитель сицилийского короля в Лондоне граф де Ладорф категорически был против этого. Его поддержали некоторые члены парламента. Доктор Джон Николь отказался предоставлять церковь для проведения церемонии венчания на том основании, что королевская семья Обеих Сицилий может пострадать от этого не равного брака.
У Карла Фердинанада и Пенелопы родилось двое детей:
- Франческо, граф ди Маскали (1837—1862) — женат не был, детей не имел;
- Виттория, графиня ди Маскали (1838—1895) — замужем не была, детей не имела.

Фердинанд II так и не простил брата. Принц Капуи был вынужден жить всю оставшуюся жизнь в изгнании. Он остался вместе с супругой, но всё его состояние, включая дома в родном королевстве были конфискованы. Единственное, что ему осталось, это графство Маскали, откуда он получал небольшой ежегодный доход. По имени этого графства он дал своей жене титул графини Маскали. В течение многих лет принц пытался получить прощение брата и разрешение вернуться на родину, но король был непреклонен. Супруги остались проживать в Лондоне в доме Пенелопы и её родственников, за несколько лет у них накопилось большое количество долгов. Правительство Палмерстона пыталось добиться разрешение для въезда принца в королевство, однако из этого ничего не вышло.
В 1848 году, преследуемый кредиторами, принц с супругой переехали в Турин. Один из его современников, который встречался с принцем во дворце Тюильри описал его в своих мемуарах: «Принц был толстым и вульгарным, и, как правило, вел себя как деревенский шарлатан. Украшен он был длинной, грязной и седой бородой, его волосы были точно такие же…».
2 мая 1859 года король Фердинанд II умер. Новый король Франциск II распорядился вернуть своему дяде все его имущество и восстановить его во всех должностях. Принц продолжал жить между Женевой, Спа и Экс-ле-Бен и на родину больше не вернулся. В 1860 году Бурбон-Сицилийский дом был свергнут, а имущество всей семьи было конфисковано Гарибальди.
Король Виктор Эммануил II предложил принцу денежное пособие, однако тот отказался от него. Принц умер спустя 2 года 21 апреля 1862 года в Турине в возрасте 50 лет. Рядом с ним находилась его супруга. Их сын Франческо страдал психическими заболеваниями и умер несколько месяцев спустя. Вдова принца получила до конца жизни пенсию и жила недалеко от города Лукка. Умерла 14 декабря 1882 года.

## Награды
— Орден Святого Януария (Королевство Обеих Сицилий);
 — Орден Золотого руна (Испания);
 — Орден Святого Фердинанда и Заслуг (Королевство Обеих Сицилий);